# الطاقة الشمسية في المغرب

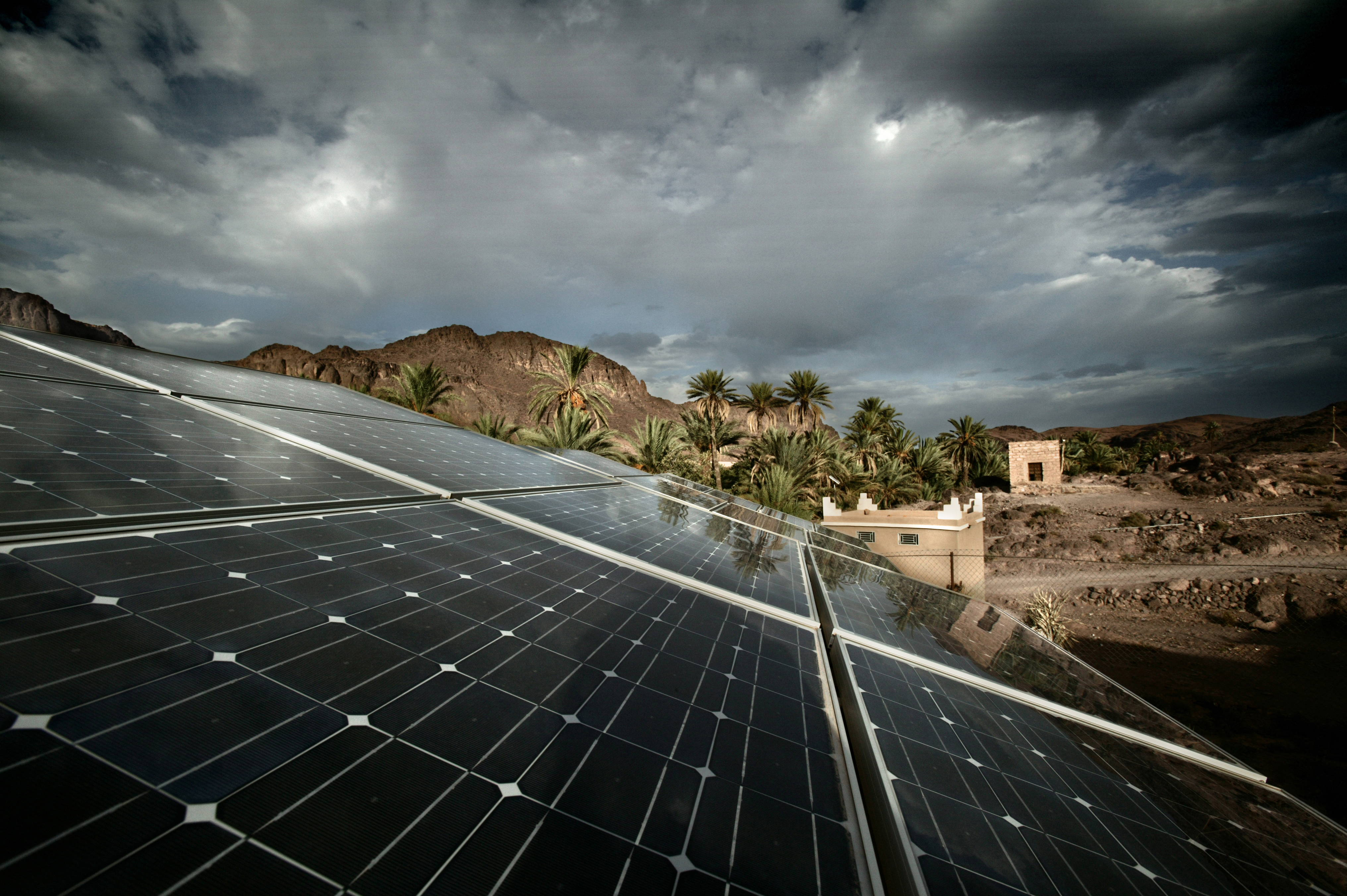
محطة الطاقة الشمسية في المغرب.

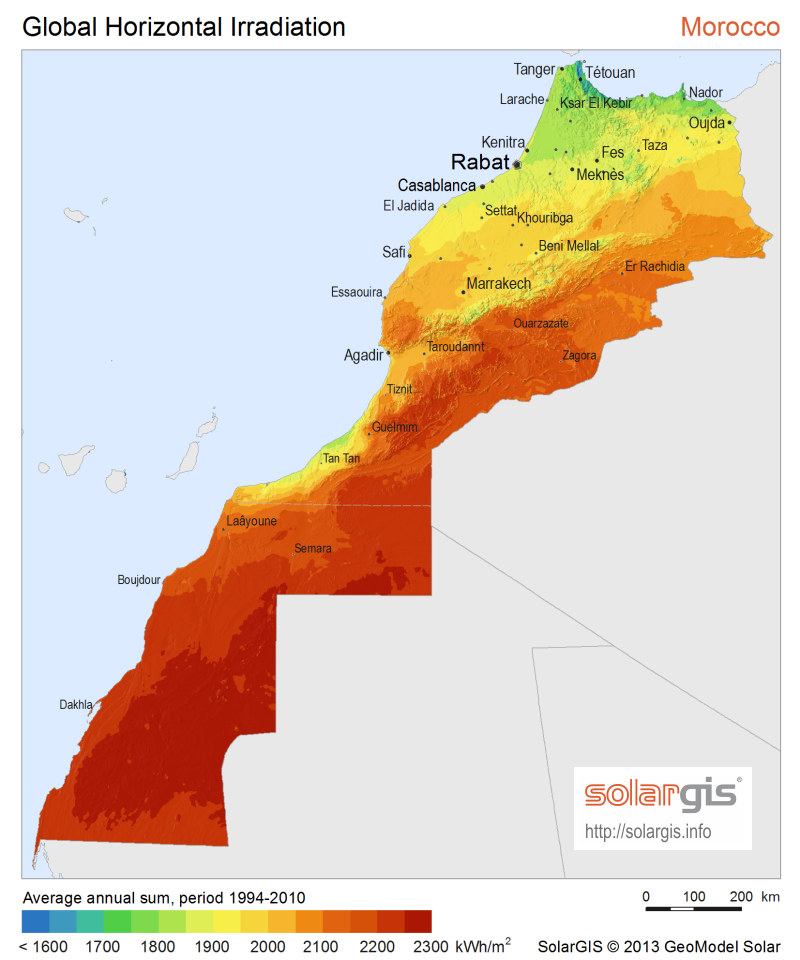
الإشعاع الشمسي في المغرب.

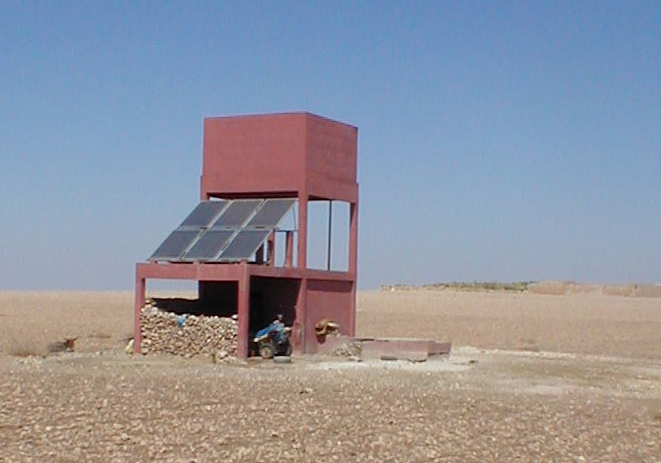
نظام شمسي في إقليم الرحمانة، بالقرب من مراكش.

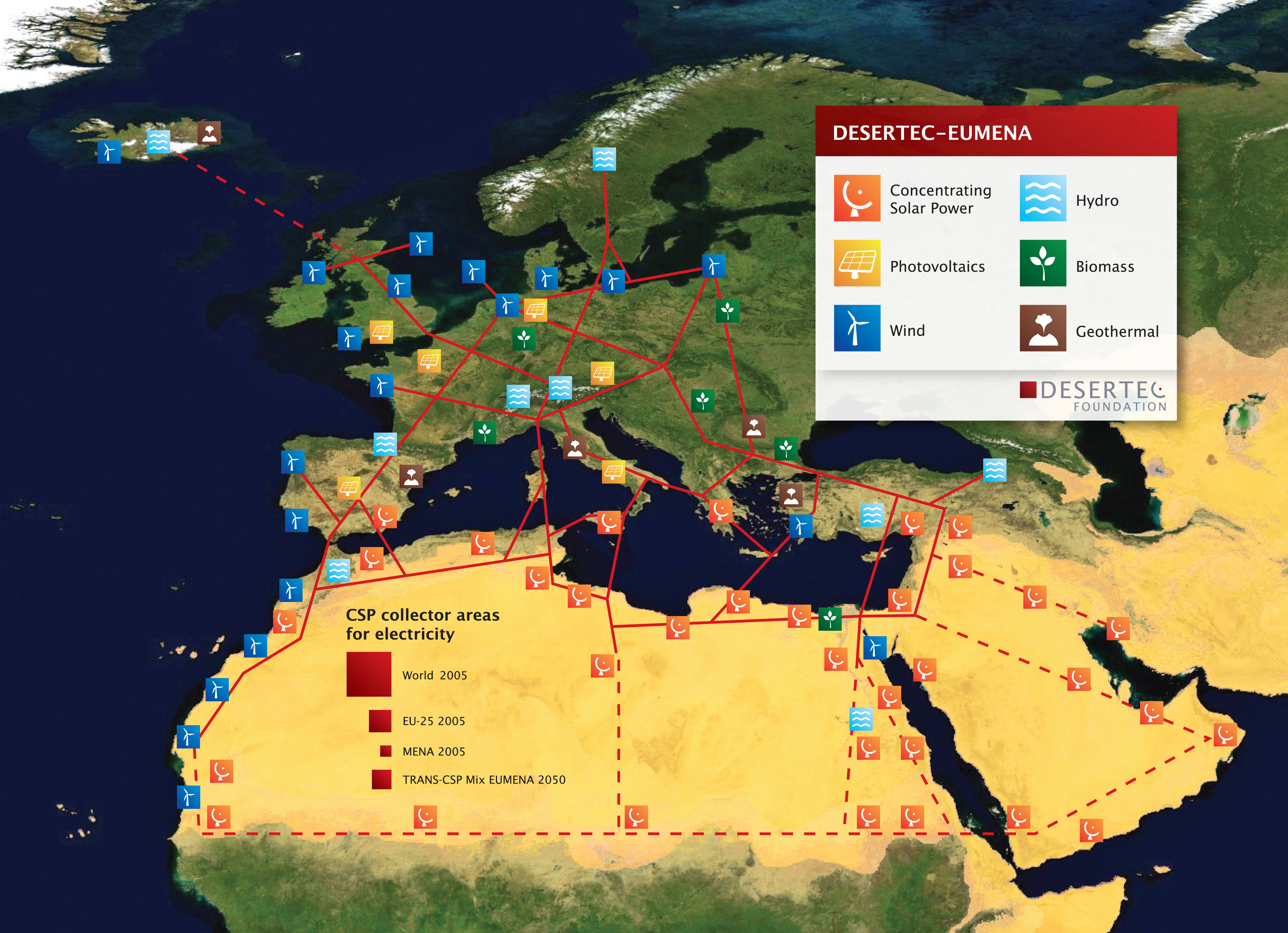
مشروع ديزرتيك لربط شمال أفريقيا بأوروبا.

الطاقة الشمسية في المغرب (بالإنجليزية: Solar power in Morocco)‏، هي إحدى مصادر الطاقة التي تتوفر عليها المغرب وبكثرة.
تمتلك المغرب أحد أعلى معدلات الإشعاع في العالم فتعرض أغلب البلد لأكثر من 3,000 ساعة في السنة وقد تصل إلى 3,600 ساعة في الصحراء. وحديثا قامت المغرب ببناء محطة من أكبر محطات الطاقة الشمسية في العالم بتكلفة وصلت لحوالي 9 مليار دولار. تهدف المحطة إلى توليد 2,000 ميجاوات من الطاقة الشمسية بحلول عام 2020. كما يتم بناء خمس محطات للطاقة الشمسية تشمل محطات خلايا شمسية ومحطات للطاقة الشمسية المركزة.

## المشروع
ديزيرتيك أو ديزارتيك DESERTEC مشروع للطاقة الشمسية في شمال أفريقيا مقترح من قبل مؤسسة ديزيرتيك، وعبر البحر الأبيض المتوسط للتعاون في مجال الطاقة المتجددة. الاستثمار يتجاوز تكلفة أربعمائة مليار يورو. المشروع سيعتمد على الطاقة الشمسية الحرارية (وليس الخلايا الشمسية) على مساحة 6,500 ميلا مربعا (17,000 كم2) في الصحراء الكبرى. إنتاج الكهرباء ستستفيد منه دول أوروبية وأفريقية من خلال شبكة عظمى للكابل عالي الفولت.
تم تكوين الوكالة المغربية للطاقة الشمسية (مازن)، ملكية مشتركة بين الحكومة والقطاع الخاص للإشراف على المشروع. تم الانتهاء من المحطة الأولى في عام 2015، بينما سيتم الانتهاء من باقي المشروع في عام 2020. وأعلنت الوكالة أن المشروع سيوفر 38% من احتياج المغرب السنوي للكهرباء.
تعتبر المغرب هي البلد الأفريقية الوحيدة المتصلة شبكيا بأوروبا بواسطة مشروع ديزرتيك.